# Boëssé-le-Sec
Boëssé-le-Sec là một xã thuộc tỉnh Sarthe trong vùng Pays-de-la-Loire tây bắc nước Pháp. Xã này nằm ở khu vực có độ cao từ 72-163 mét trên mực nước biển.